# Chaetoclusia xanthops
Chaetoclusia xanthops är en tvåvingeart som beskrevs av Samuel Wendell Williston  1896. Chaetoclusia xanthops ingår i släktet Chaetoclusia och familjen träflugor. Inga underarter finns listade i Catalogue of Life.